# Villa Guicciardini Corsi Salviati

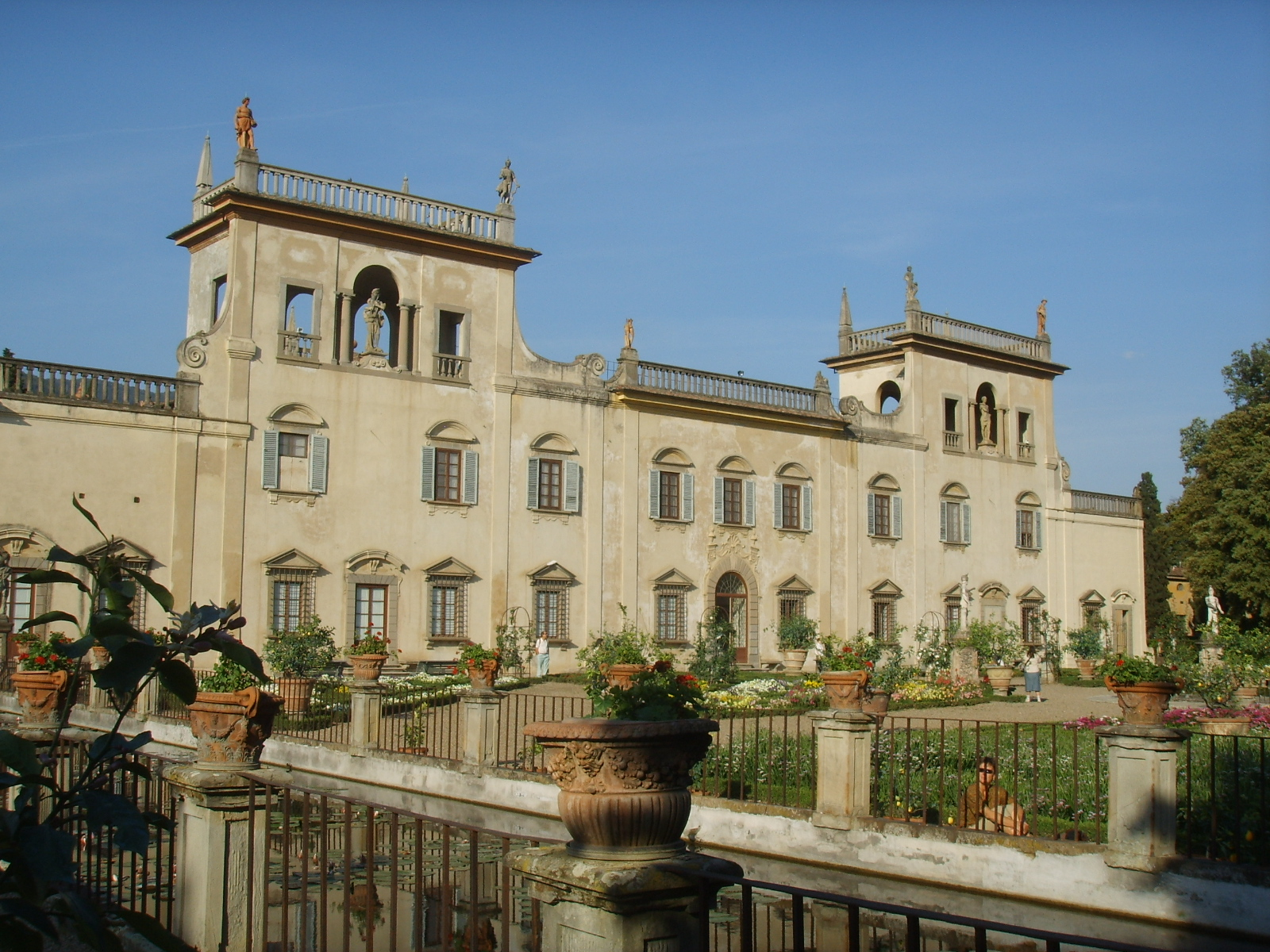
Fachada da Villa Guicciardini Corsi Salviati voltada para o jardim.

A Villa Guicciardini Corsi Salviati é uma das mais belas villas dos arredores de Florença, situada na comuna de Sesto Fiorentino, mais precisamente nº nº 462 da Via Gramsci. O seu jardim representa um importante testemunho na história dos jardins históricos, uma vez que contém estratificações e transformações estilísticas que se foram sucedendo ao longo de, pelo menos, trezentos anos a partir de 1500.

## História e arquitectura

### Século XVI
As primeiras notícias sobre a villa e o jardim remontam ao início do século XVI, quando, em 1502, Simone di Jacopo Corsi adquiriu a Luca di Andrea Carnesecchi "uma quinta posta na povoação de San Martino a Sesto, com casa para senhor e para lavrador" com "horta murada". O aspecto da villa de Simone Corsi é representado por uma luneta, atribuída a Bernardino Poccetti, instalada no interior da habitação e qie mostra a vista da villa a partir do jardim como sendo composta por dois pisos e uma grande altana, o pombal, uma loggia no primeiro andar e o jardim formal com canteiros rectangulares e um tanque ao centro.

### Século XVII

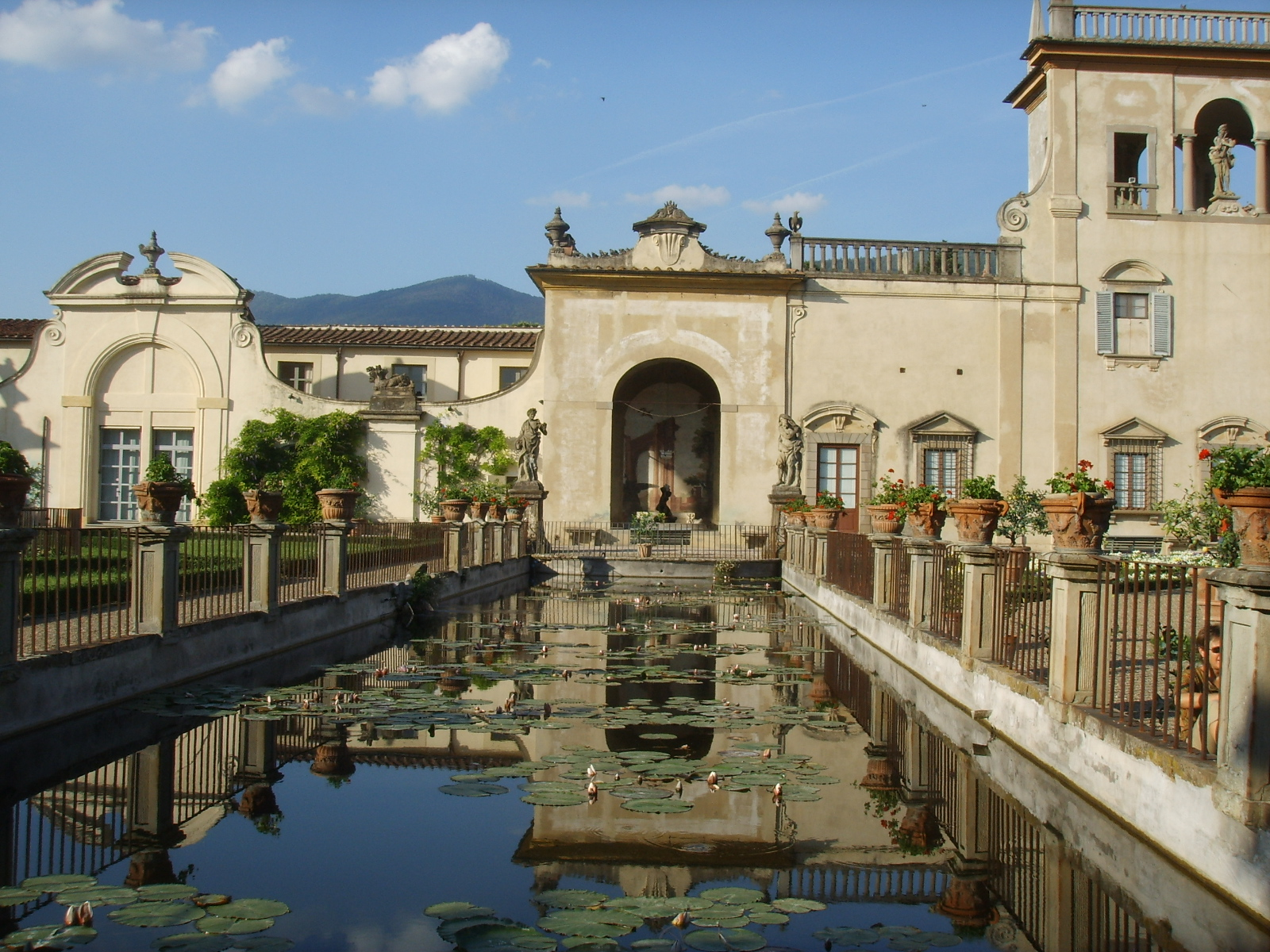
A pesqueira no jardim da villa.

As primeiras transformações da villa e jardim ocorreram por volta de meados do século XVII, quando Giovanni e Lorenzo Corsi confiaram trabalhos de ampliação a Gherardo Silvani e Baccio del Bianco, como atesta uma planimetria datada de 1644. A villa foi aumentada e profundamente modificada no aspecto. Hoje, porém, não é possível avaliar as pinturas e afresco de Del Bianco, uma vez que desapareceram. A villa foi de novo reestruturada no século seguinte por um arquitecto do qual não é mencionado o nome nos documentos.

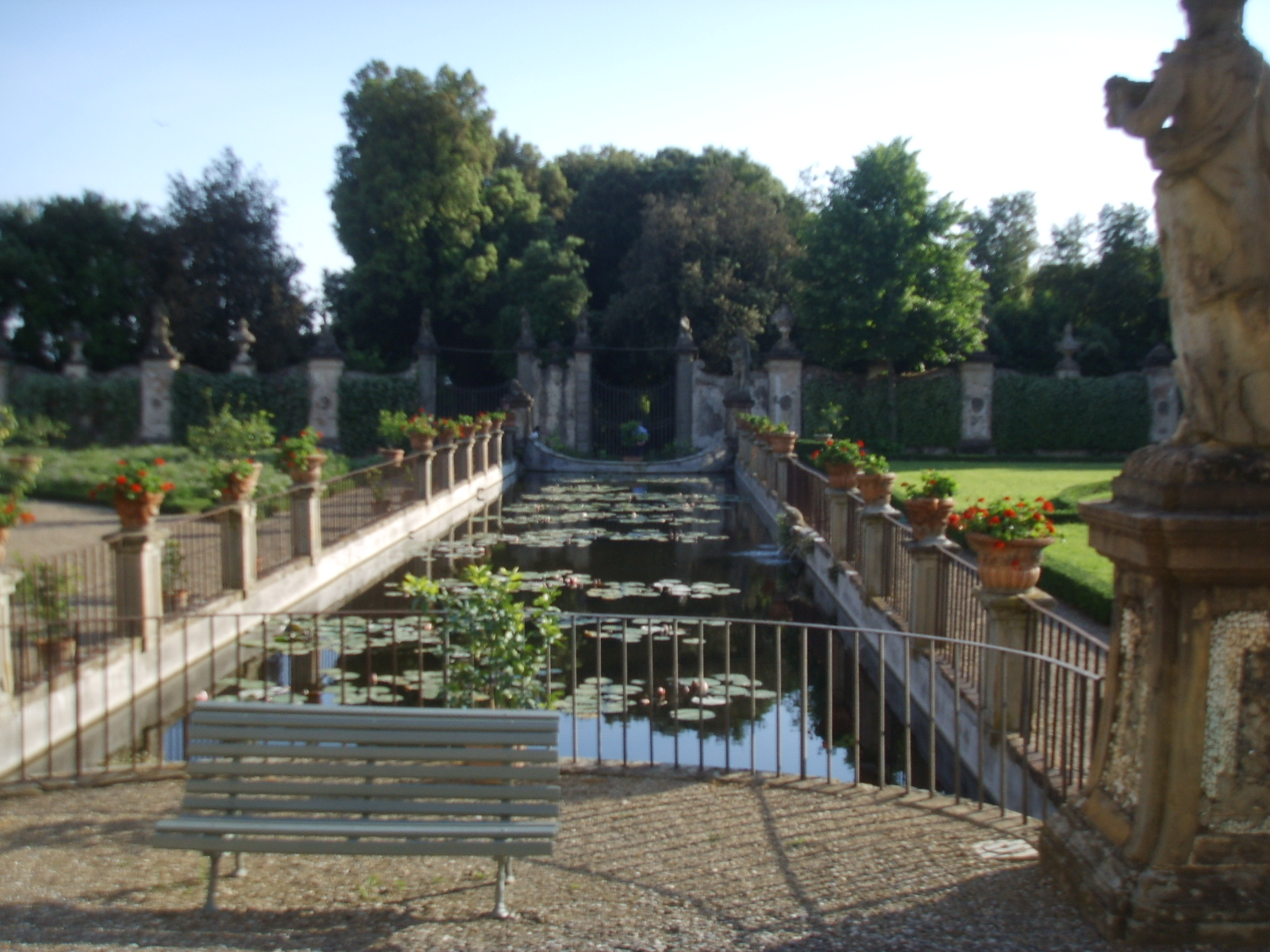
A pesqueira vista a partir da villa.

De modo particular, o jardim sofreu uma impressionante evolução, adquirindo especial extensão e refinamento, tanto pelo cuidado dedicado aos jogos de água, como pela implantação arquitectónica sempre mais precisa. Frente à villa, em direcção a sul, dois tanques elípticos, ainda hoje existentes, faziam a introdução no novo jardim à italiana, com canteiros rectangulares, limitados por sebes de buxo, com um tanque ao centro, enquanto nas duas extremidades foram colocados uma pesqueira e um selvático (constituído por um pequeno bosque de sempreverdes). Do lado da pesqueira, separada por um muro, também foi realizada uma horta de desenho estelar, fechada em três lados pelas paredes de cinta e no quarto pela limonaia; por fim, uma longa divisória ocupava o espaço entre a limonaia e a villa.

### Século XVIII

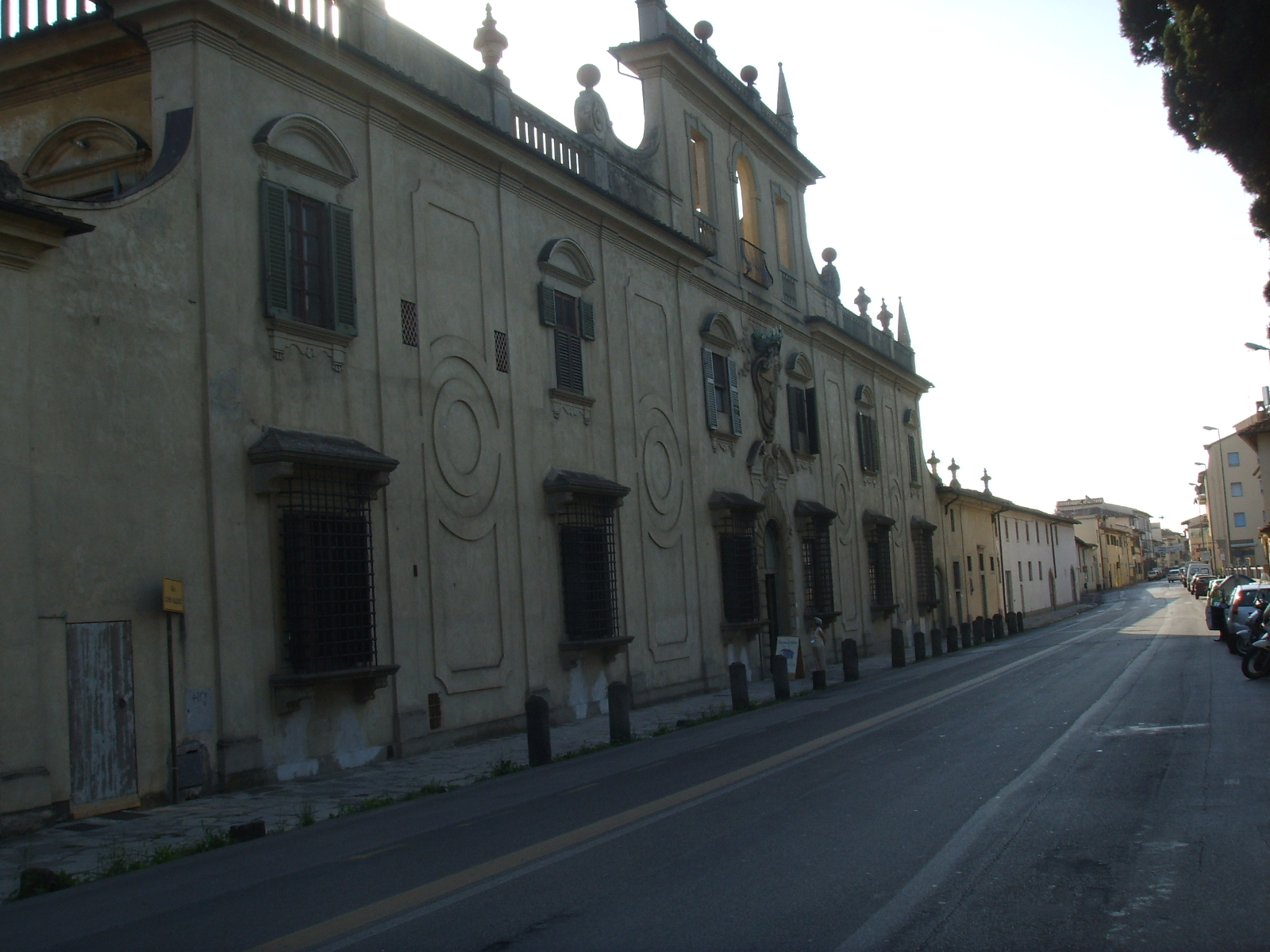
Fachada externa da villa voltada para a Via Gramsci.

A maior transformação de todoo complexo ocorreu no século XVIII quando, entre 1708 e cerca de 1750, villa e jardim assumiram as formas que, restauradas, chegaram até nós. O primeiro trabalho consistiu no fornecimento duma maior quantidade de água através de novas condutas, a fim de potenciar os tanques existentes e poder construir de novo.
Assim, a villa foi transformada como aparece no estado actual: as fachadas foram ornadas com decorações em estuque; nas esquinas do edifício foram criadas quatro torres terraçadas com loggias, encimadas por balaustradas decoradas por estátuas, pináculos e vasos. o palácio adquiriu no complexo uma aparente simetria e uma maior preciosidade, que recorda algumas construções barrocas romanas. 
Foram criados, a oeste do bloco principal da villa, dois aviários, dos quais um foi chamado de "loggia del bacchino" ("loggia do Baco") pela presença duma estátua em bronze de Baco que deita água num pequeno tanque. Estes são unidos por um grandioso muro, com um grande arco, ao centro, fechado por um portão de madeira, com volutas e vasos, flanqueado por duas grandes estátuas em pietra serena representando personagens mitológicas. 

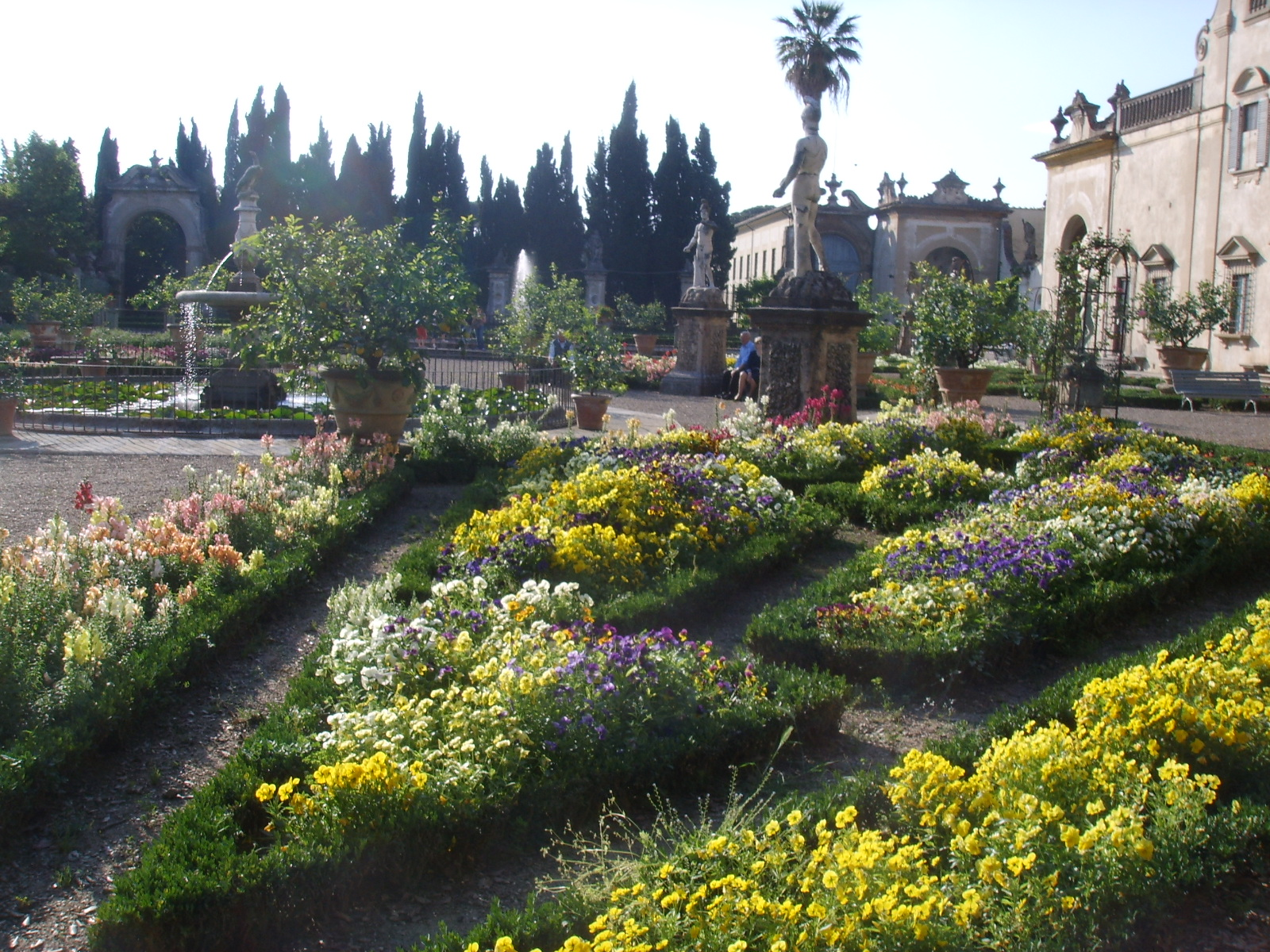
Vista do jardim.

No que diz respeito ao parterre geométrico frente à villa, foi composto no esquema actual: a sobriedade da divisão rectangular do jardim à italiana foi substituída por uma série de canteiros rectangulares nos lados dirigidos ao muro de cinta e trapezoidais em torno do tanque central circular, todos bordejados de buxo; em relação aos dois pequenos tanques ovais vizinhos à entrada da villa, estes foram circundados por canteiros concêntricos. 
A pesqueira foi transformada em forma rectangular, com um gradeamento em ferro forjado intervalado por paralelipípedos em pedra que sustentavam vasos para flores, com quatro estátuas nos cantos representando as Estações, de imponente grandeza e fabrico. A coelheira foi eliminada, deixando lugar a um enorme tanque circular com diferentes jactos de água ao centro e circundada por canteiros relvados bordejados por buxo.

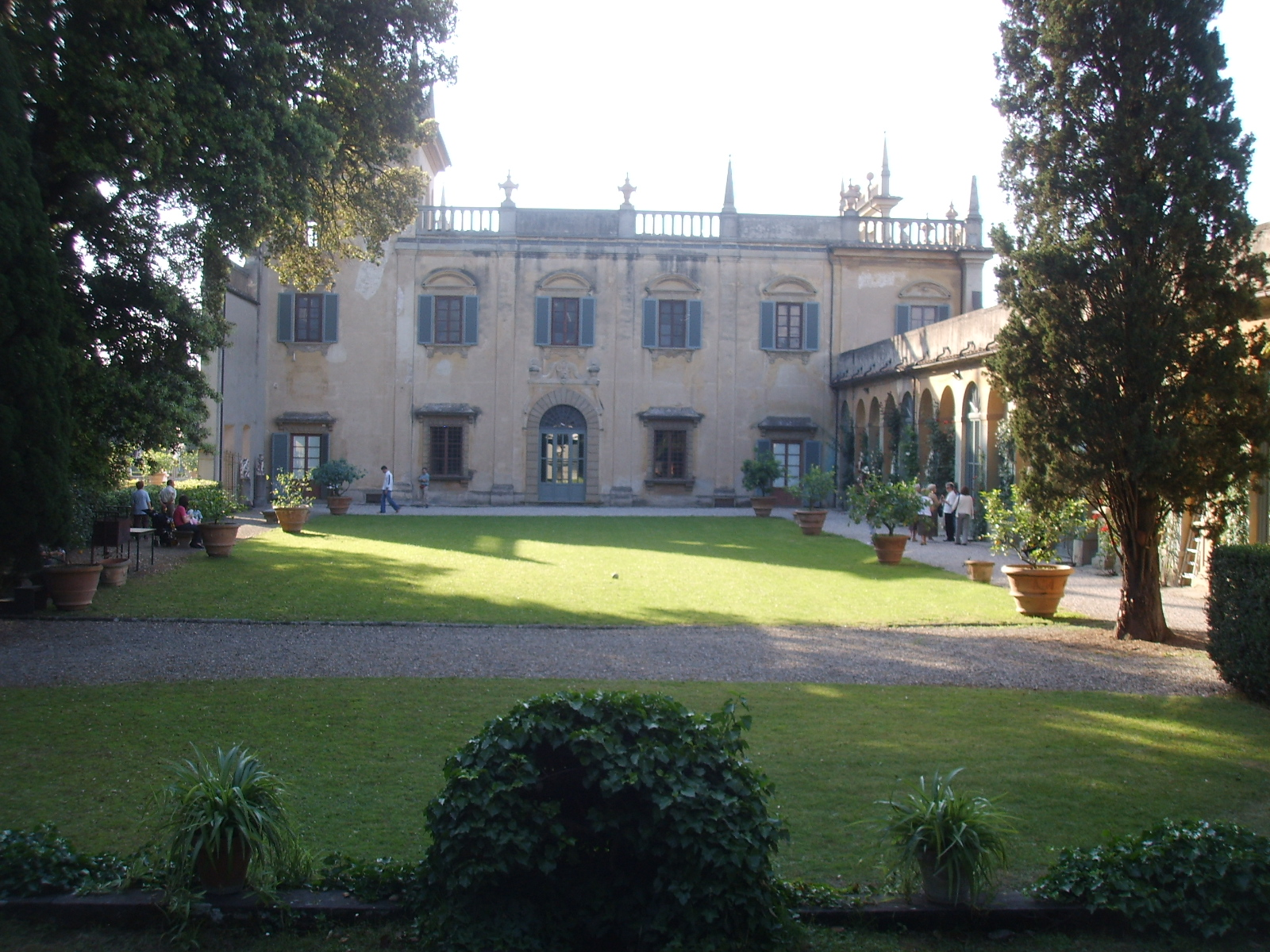
Vista lateral da villa.

Também em direcção a oeste, foi posicionada a nova limonaia e, frente a esta, foi criado um pequeno jardim com canteiros geométricos com um tanque circular ao centro. Uma grande e imponente cancela, encimada por estátuas mitológicas, separava a zona da limonaia daquela do grande tanque. 
O muro a sul, que fechava o novo jardim, foi enriquecido por cancelas em ferro forjado e em eixo com o central, em continuidade com a pesqueira; foi construída uma ragnaia, com um comprimento de mais de trezentos metros, composta por um bosque de azinheiras, atravessado por caminhos. 
Na parte leste, onde estava o selvático, foi construído, entre 1733 e 1740, um labirinto do qual, porém, já em 1751 não existia qualquer vestígio porque dera lugar a um pomar, enquanto a horta, depois de várias transformações, foi substituída por um bosque de azinheiras. Ainda nesta zona, frente ao prolongamento da villa, foi criado um vasto prado ornado por dezenas de vasos com limoeiros.
Por volta de 1750, depois do maior aporte de água conduzido ao jardim pelo Marquês António, a ragnaia foi dotada dum canal em alvenaria para conter o curso de água dotado de treze cascatas, em cuja extremidade estava colocado um tanque em hemiciclo com dois golfinhos saltitantes em pedra, e um outro pequeno tanque com dois nichos e decorações em vários materiais com mosaico.

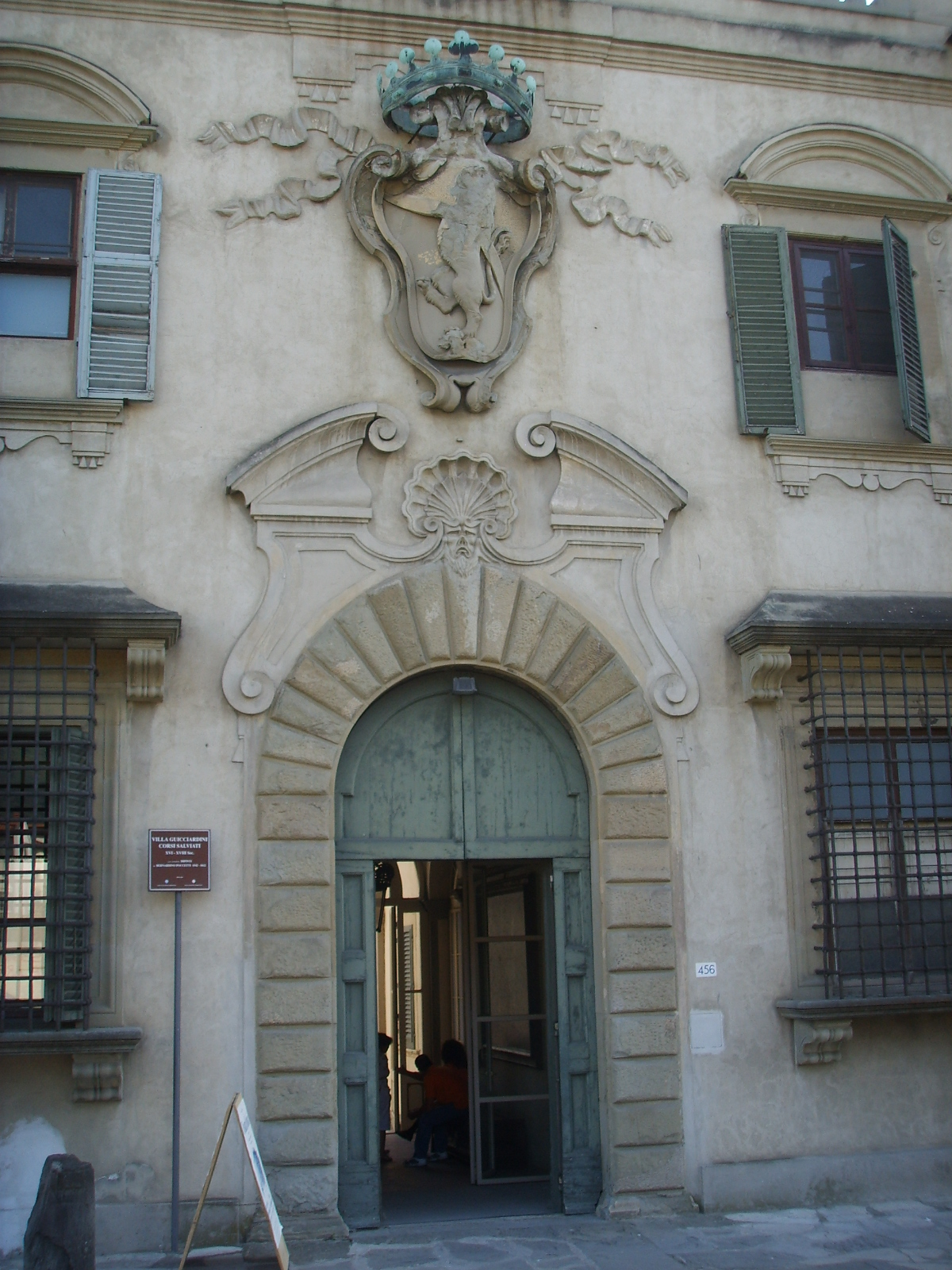
Portão principal de entrada pela Via Gramsci
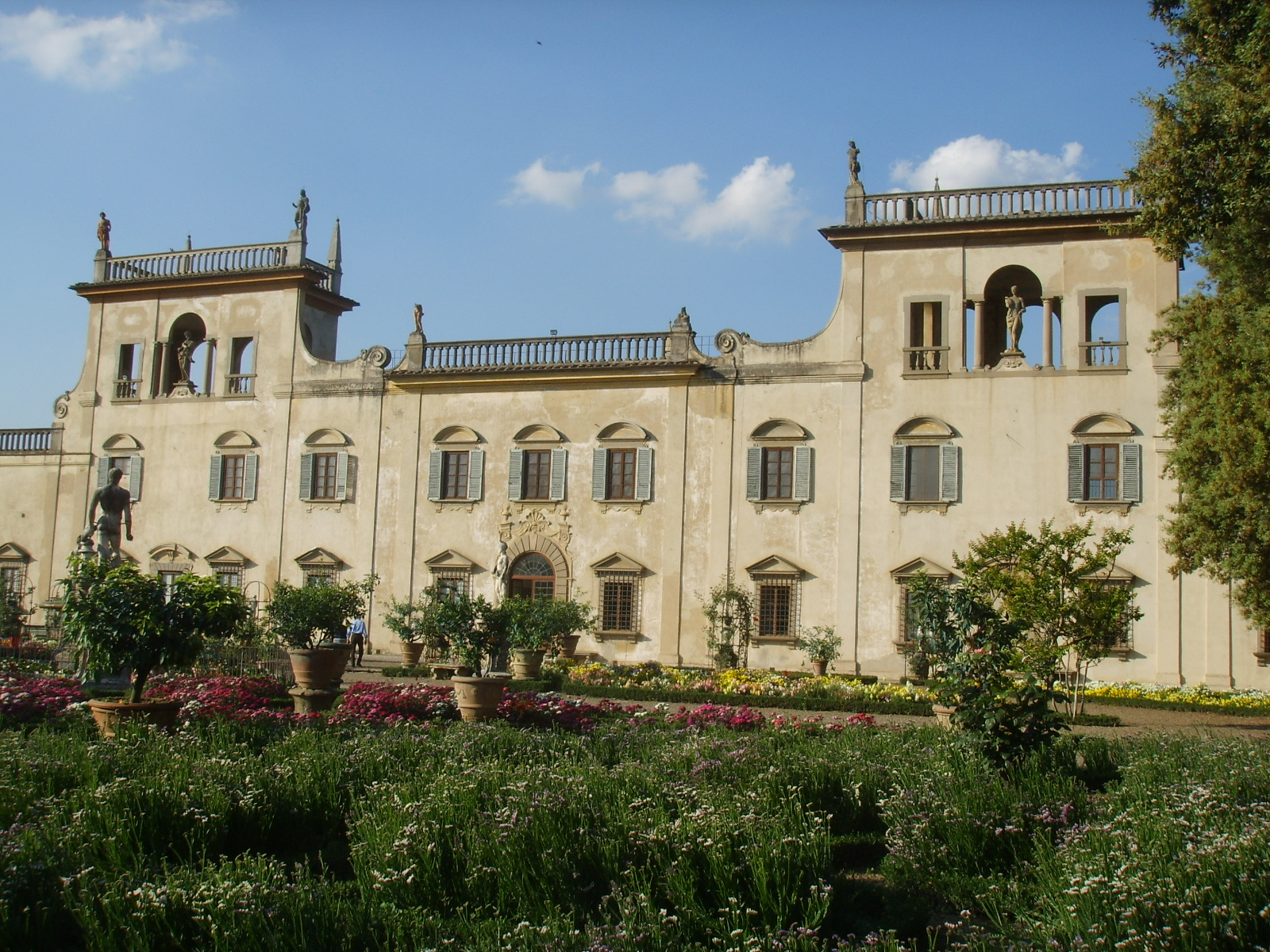
Fachada voltada ao jardim
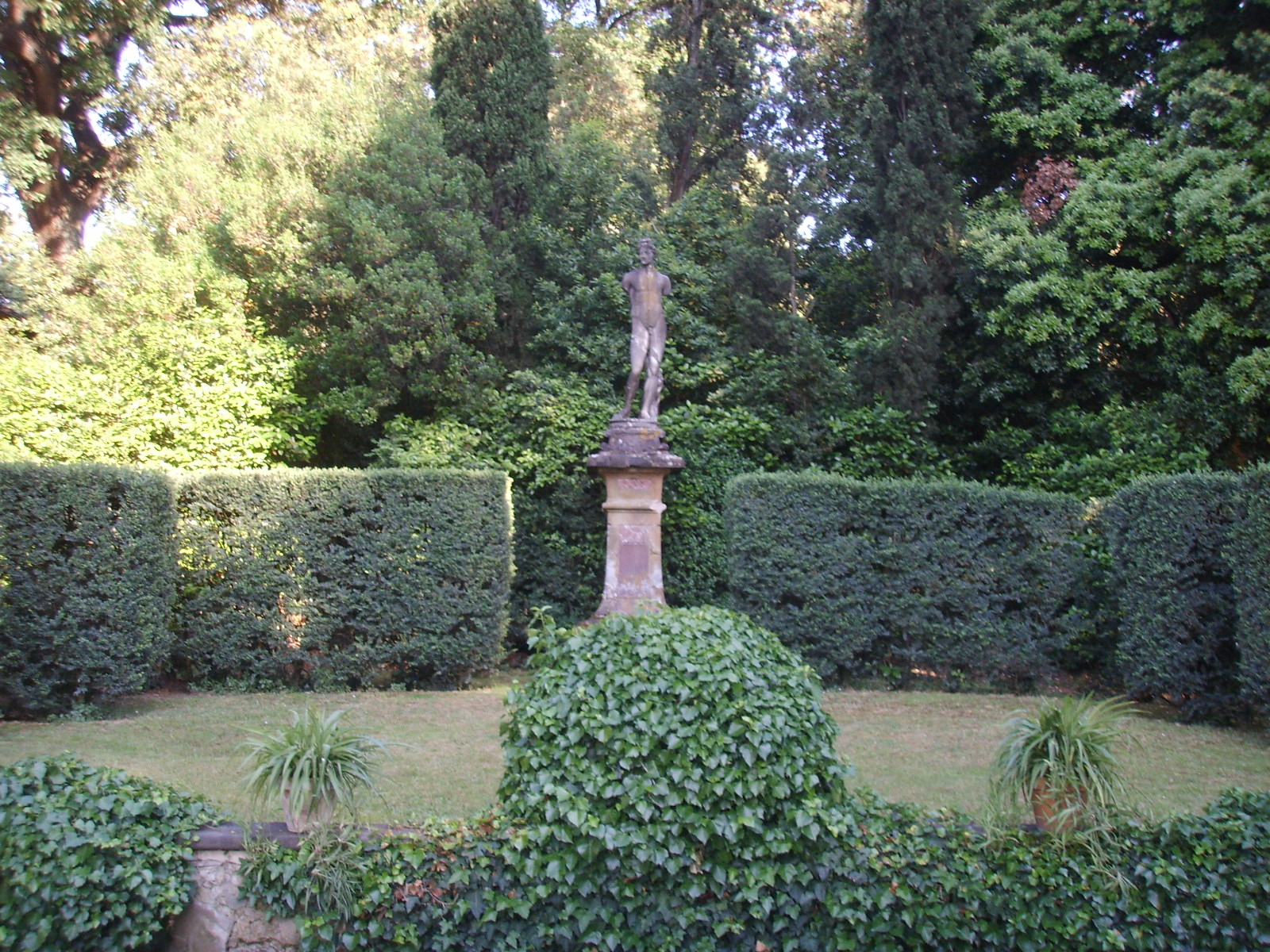
Detalhe do jardim
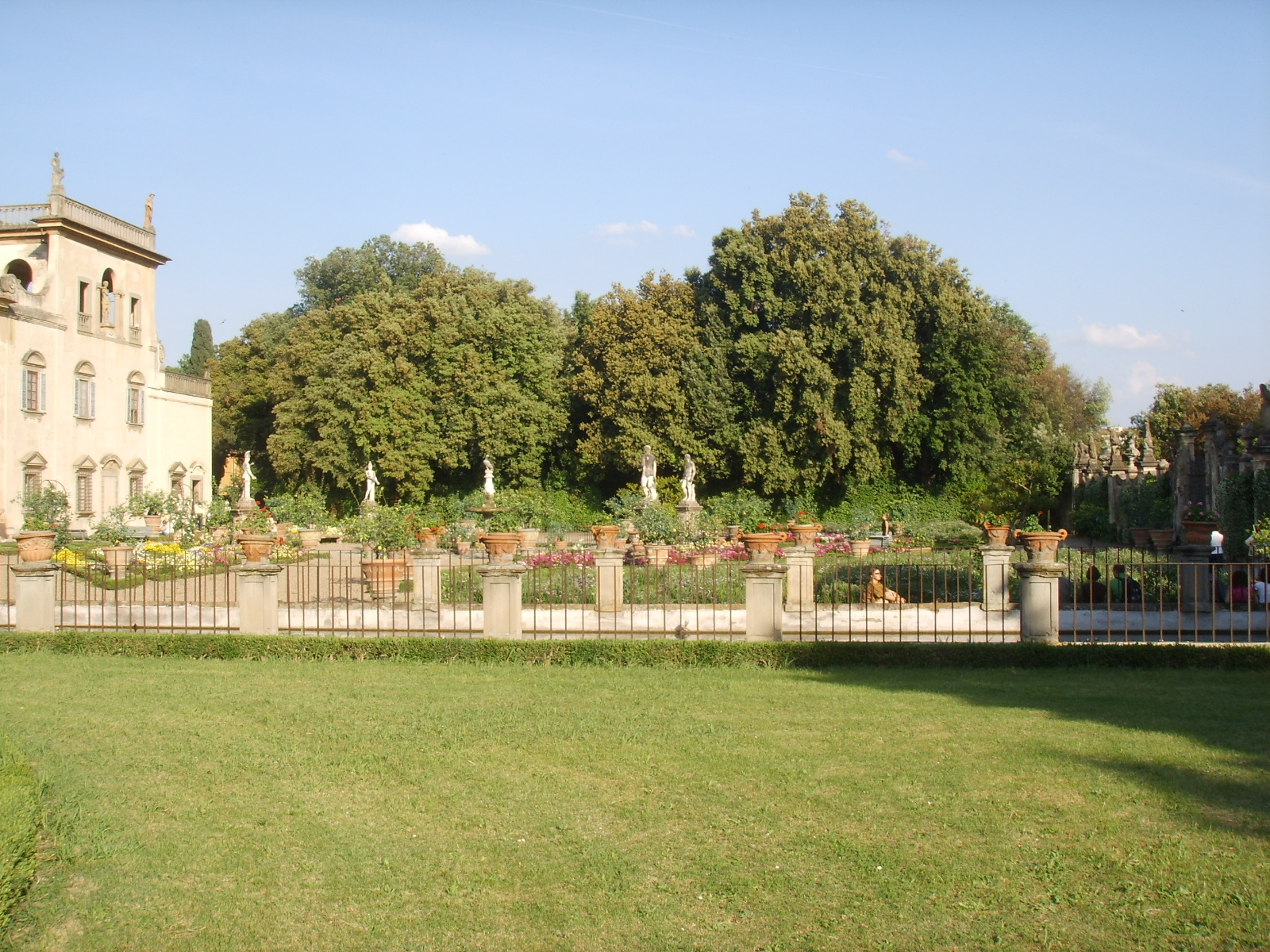
Vista do jardim
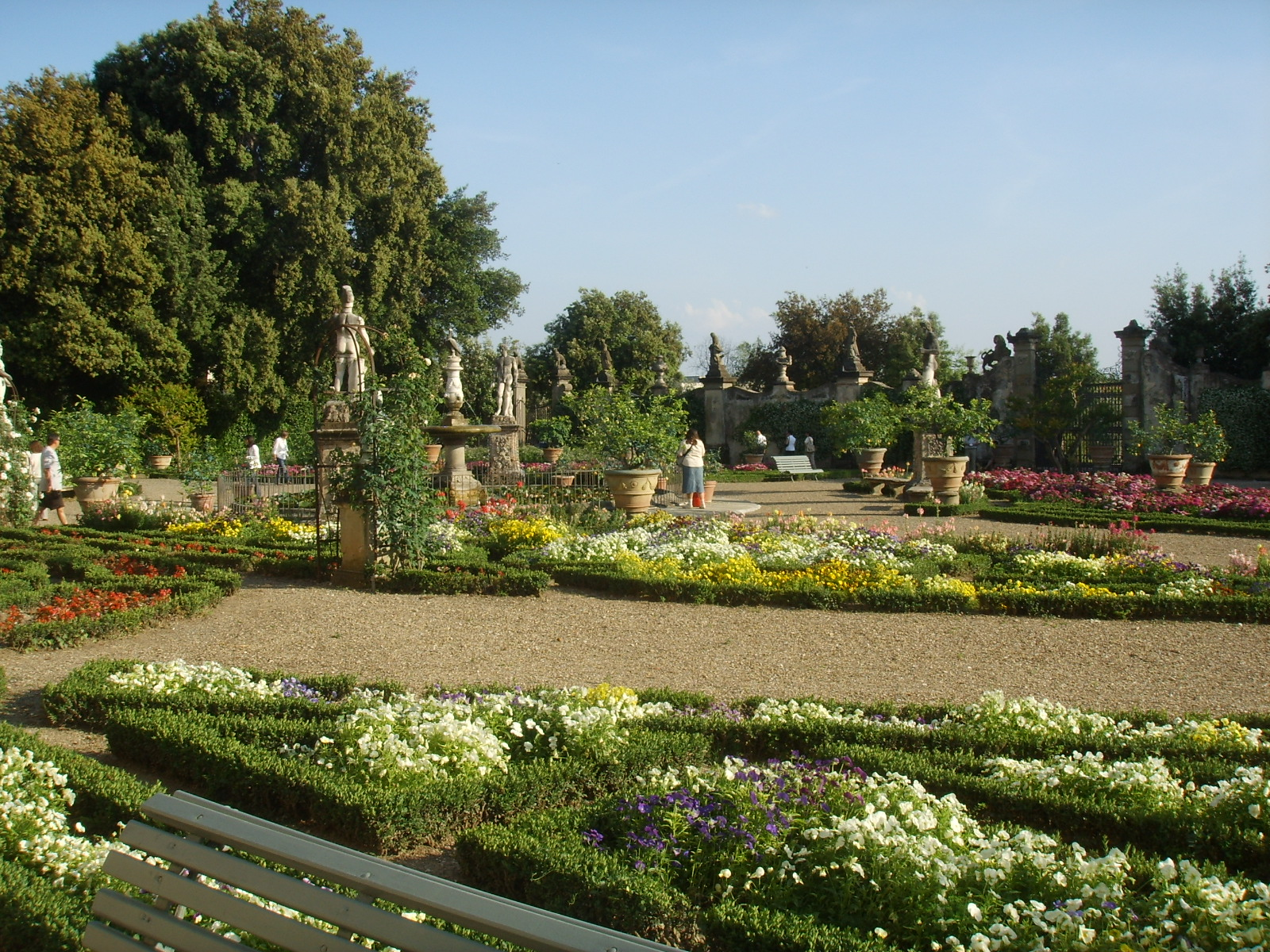
Vista do jardim
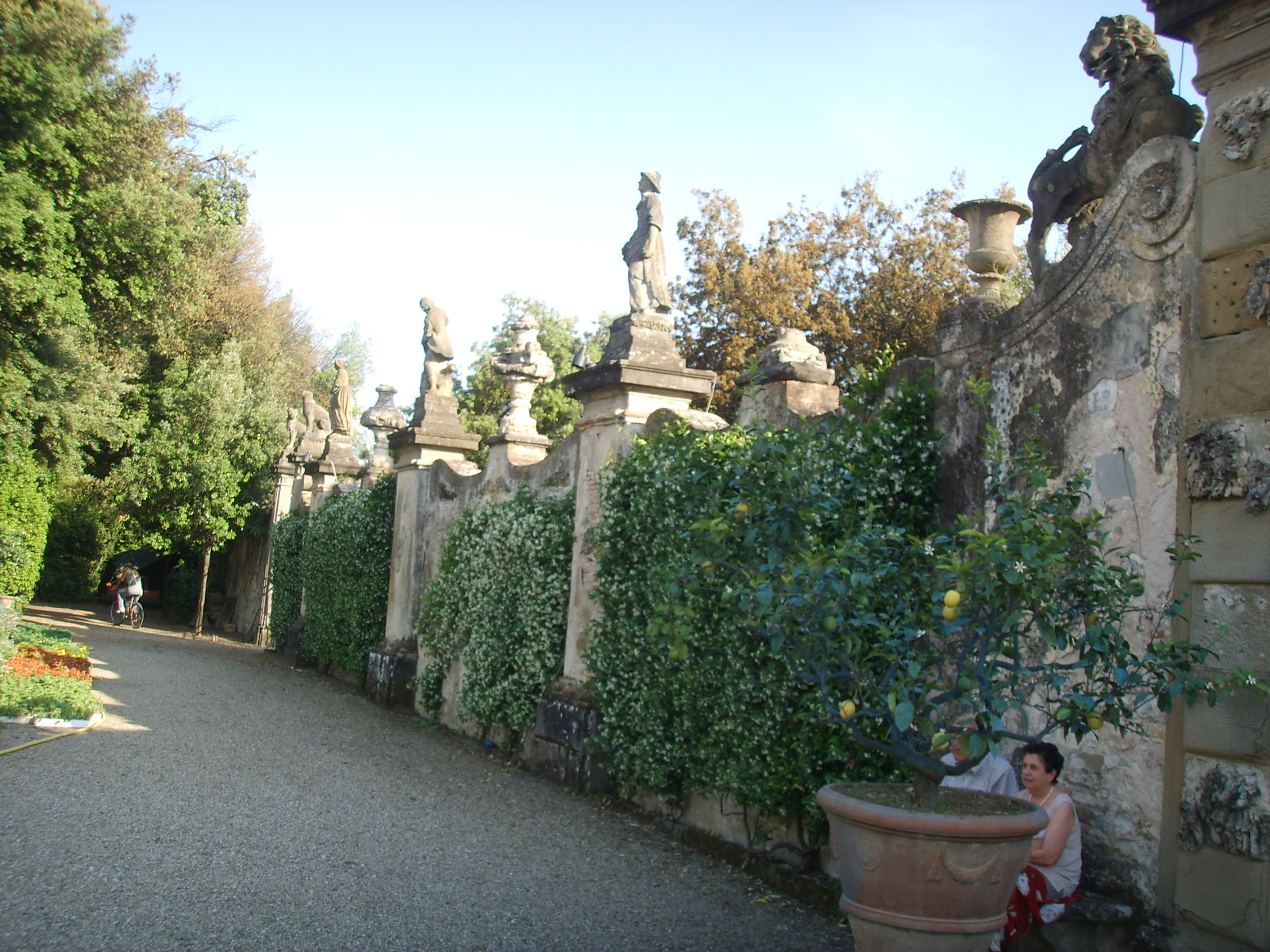
Muro com estátuas

### Século XIX

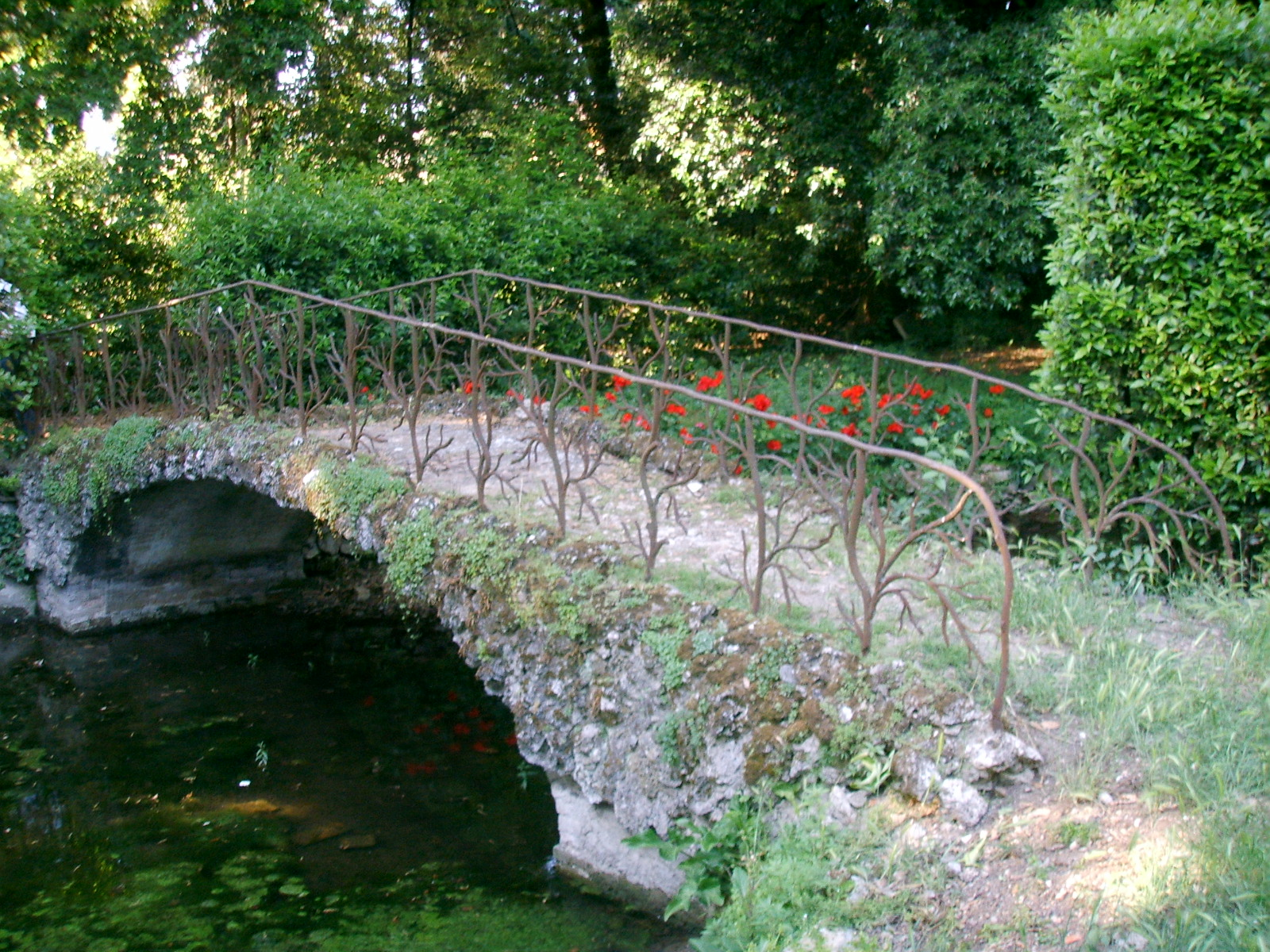
Ponte romântica.

No século XIX, na esteira do novo gosto que, a partir de Inglaterra, estava a penetrar também na Itália, o jardim sofreu repetidas e importantes alterações. Em primeiro lugar, na zona do bosque de azinheiras voltado a leste, foi construído um lago artificial, no qual foi realizada uma ilhota que hospedava uma cabana rústica, ligada por uma pequena ponte com corrimãos em ferro forjado, que ainda hoje existem. A área do parque foi tornada mais "natural" criando duas colinas e introduzindo árvores de alto tronco e cedros do Líbano no prado de limoeiros, que foi assim integrado na área arborizada.
Uma posterior transformação ocorreu por obra do Marquês Francesco Antonio Corsi Salviati, que destruiu os antigos canteiros setecentistas do parterre, para dar lugar a numerosas palmeiras, inserindo, com notáveis resultados científicos, os cultivos de plantas exóticas, das quais vinha a fazer comércio e pelas quais se tornou famoso em toda a Europa. Construiu, por outro lado, duas estufas para as plantas, alimentadas por poderosos fogões a vapor. Também o bosque sofreu transformações no sentido do então dominante estilo à inglesa, com a realização de caminhos sinuosos, que contornavam clareiras amplas, equipadas com mesas e cadeiras em pedra.
A marca botânica dada pelo Marquês Francesco, falecido em 1878, foi retomada e enfatizada pelo seu filho Bardo (1844-1907). este cultivou particulares colecções de plantas ornamentais, entre as quais citrinos, raras orquídeas, palmeiras e rosas de Florença.

### Século XX

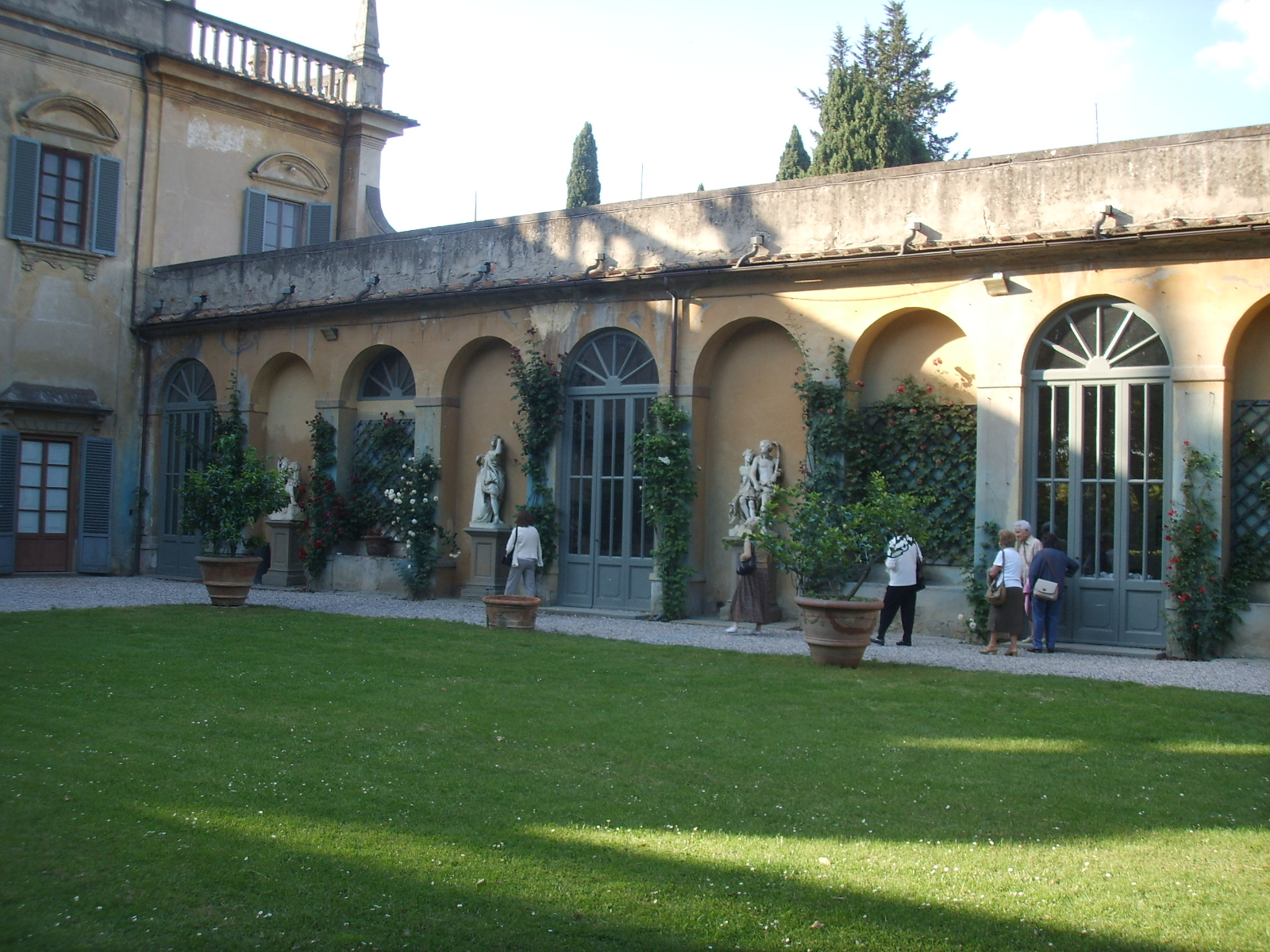
A parede da ala leste, próxima do teatro, decorada com estátuas.

Falecido o Marquês Bardo, em 1907, a villa passou em herança para o neto, o Conde Giulio Guicciardini Corsi Salviati (1887-1958), que, abandonada a cultura das espéecies exóticas, restaurou, com base em documentos de arquivo em sua posse, o jardim na forma setecentista, mas sem destruir totalmente o que os diversos períodos culturais tinham realizado, respeitando a arte em todas as suas formas e readaptando os ornamentos presentes no jardim. O parterre foi reconstruído, devolvendo às luzes o desenho barroco qur o tinha caracterizado na segunda metade do século XVIII, com borfejamentos de sebes de buxo anão e ornado por flores sazonais. As árvores presentes no perímetro do parterre foram cortadas e só permaneceram poucas palmeiras.

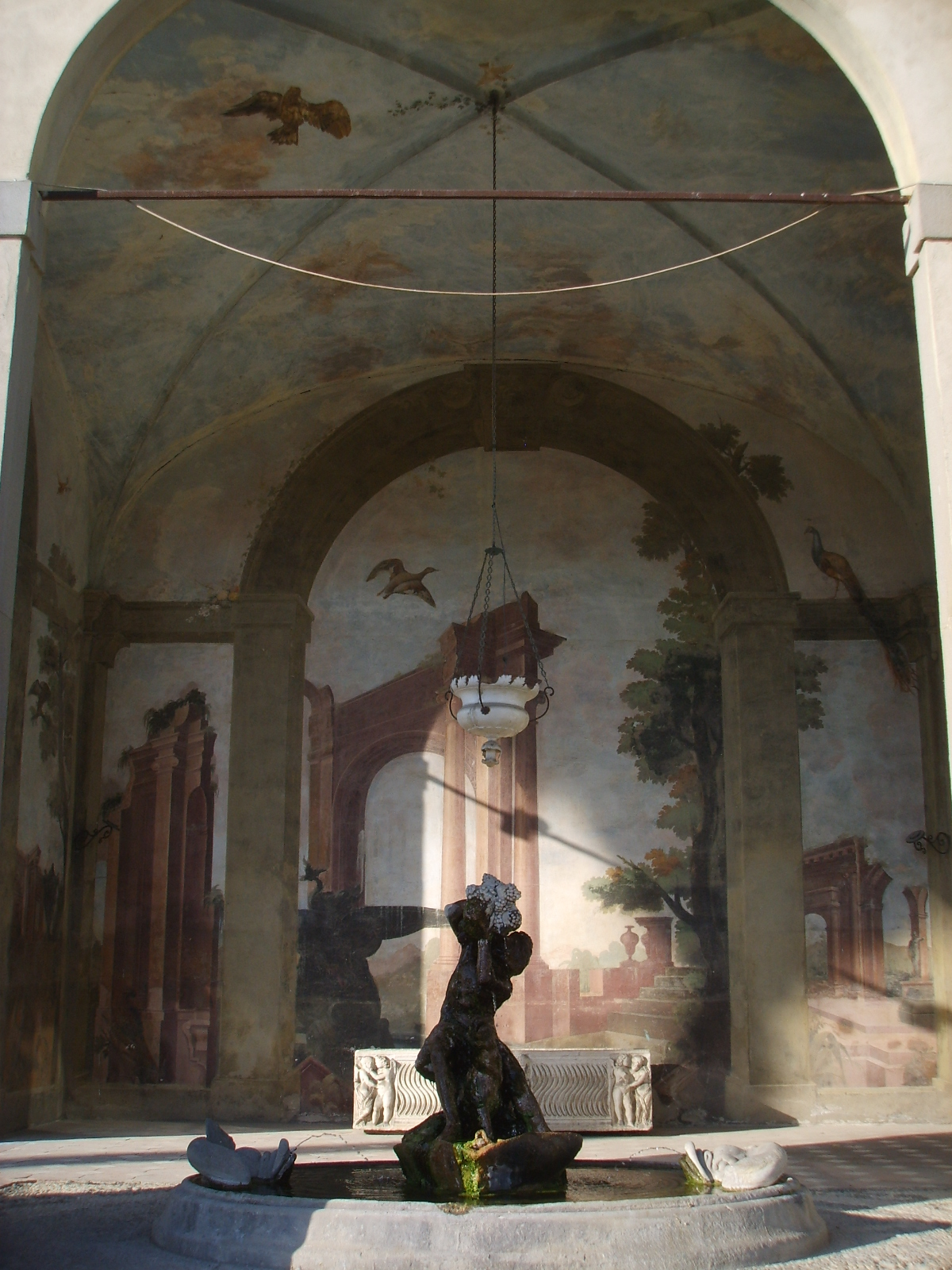
Gruta fingida, com ruínas pintadas e fonte.

Os únicos elementos que permaneceram inalterados ao longo dos séculos foram as decorações em pedra (estátuas, jarros e outras), ocultados até então pela vegetação invasora, e as pesqueiras elípticas, que foram restauradas e decoradas por mosaicos polícromos. As duas estufas foram demolidas. 
Os trabalhos, interrompidos durante a Primeira Guerra Mundial, foram retomados imediatamente pouco depois, com a sistematização do bosque à inglesa, redefinido seguindo um desenho regular ajustado com eixos perspectivos e canais ópticos, de modo a criar uma conexão entre o parterre e a villa. O bosque foi, assim, dividido em três partes: a parte do lago, mantida intacta, a mais próxima do parterre, esvaziada e recintada por sebes de loureiro intervaladas por azinheiras quadradas, e um terceiro espaço quadrado ao centro, circundado por outros espaldares de loureiro, cipreste, azinheira e buxo, com um tanque redondo ao centro circundado por roseiras. Junto ao muro de cinta, no fecho do espaço, foi reconstruído o labirinto. O espaço onde estavam colocadas as estufas, por outro lado, foi destinado a prado, como antigamente, abatendo-se para isso os cedros seculares.

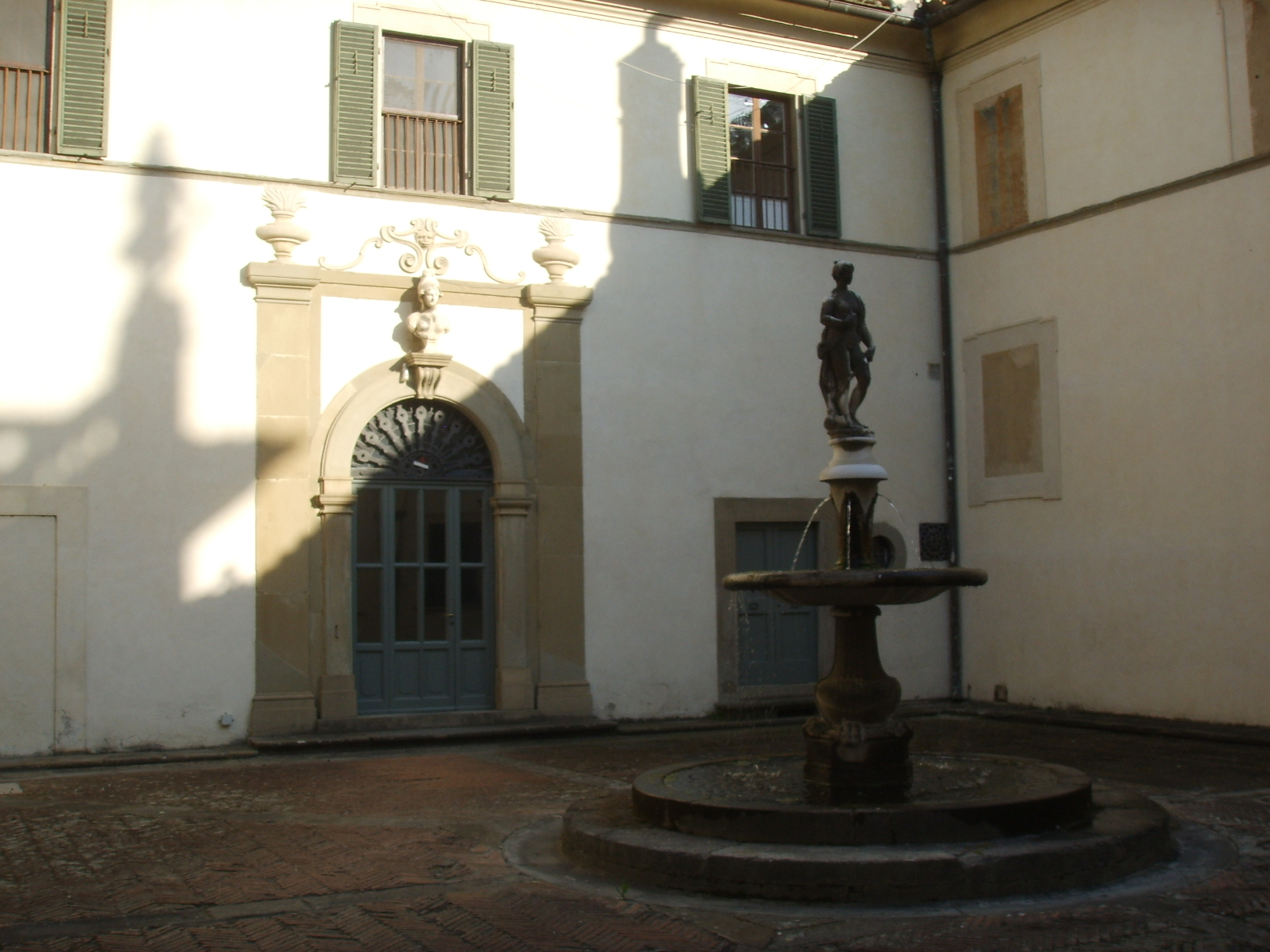
pátio interno da villa.

No fim do prado, na terraplanagem do monte, onde em tempos nascia a corrente que alimentava o lago, foi construído um teatro de verdura, inspirando-se naquele do Schloss Mirabell, em Salzburgo. A plateia é fechada por cortinas de cipreste e realizada num amplo prado; o palco cénico elevado foi dotado bastidores de buxo e com uma boca do ponto mascarada por uma calota coberta de hera; no fecho do palco foi colocada uma estátua de Apolo.
No exterior, encostadas à parede da villa do lado do teatro, foram arranjadas as estátuas setecentistas de Barbieri, antes instaladas no interior da habitação. 
O jardim moderno é aquele que o Conte Giulio transmitiu depois dos restauros por ele efectuados, ainda que alguns elementos tenham sofrido, entretanto, alterações.
Em 1962, a ragnaia foi dividida em duas partes para permitir a execução duma estrada do Piano Regolatore Generale (Plano Regulador Geral), que devia facilitar o acesso ao centro de Sesto Fiorentino. A parte mais próxima da villa permaneceu na posse dos Condes Guicciardini Corsi Salviati, enquanto a outra se tornou pública. A limonaia, restaurada na segunda metade da década de 1980, é hoje utilizada como teatro de vanguarda gerido pela comuna de Sesto Fiorentino.

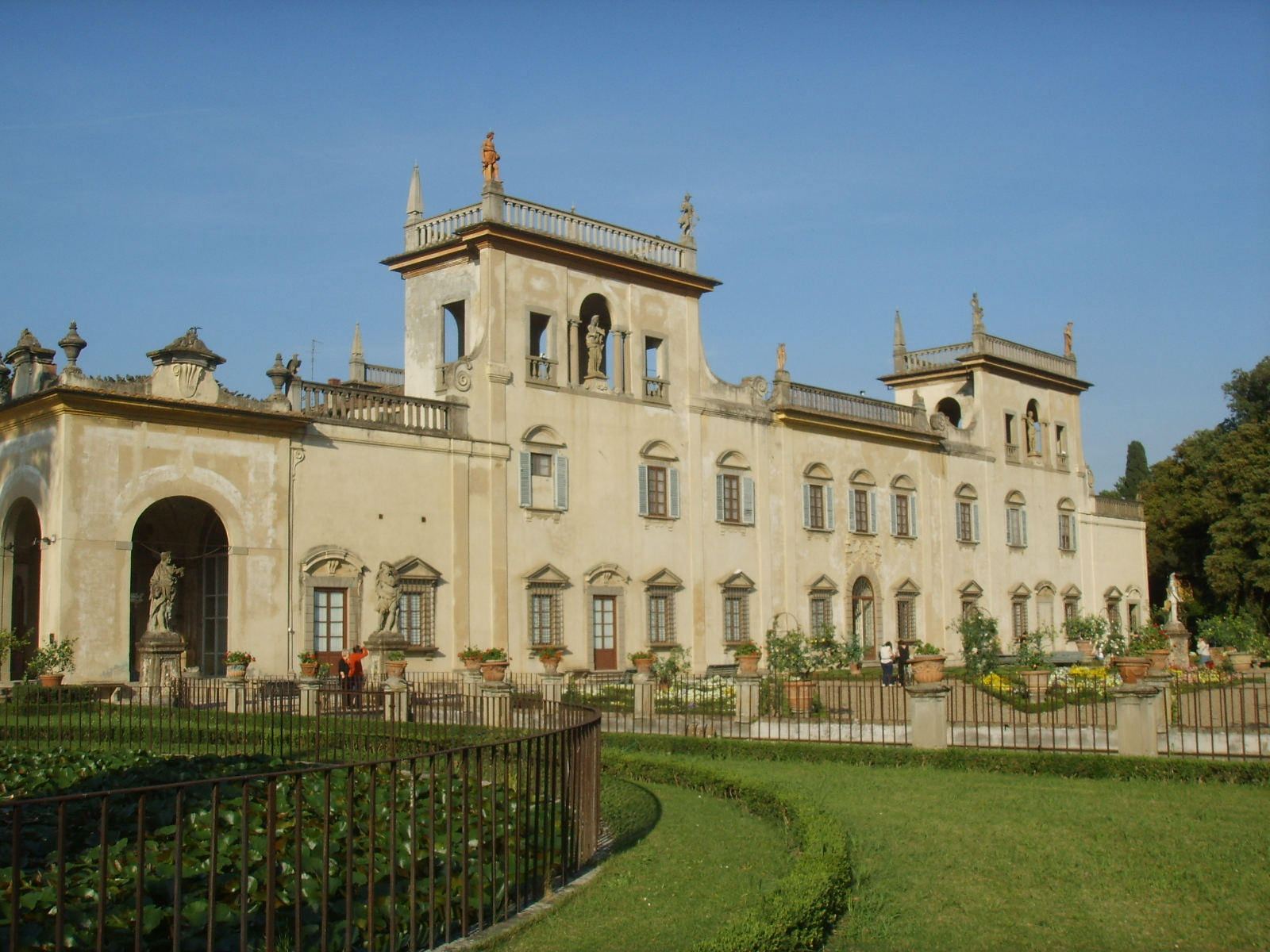
Fachada virada ao jardim
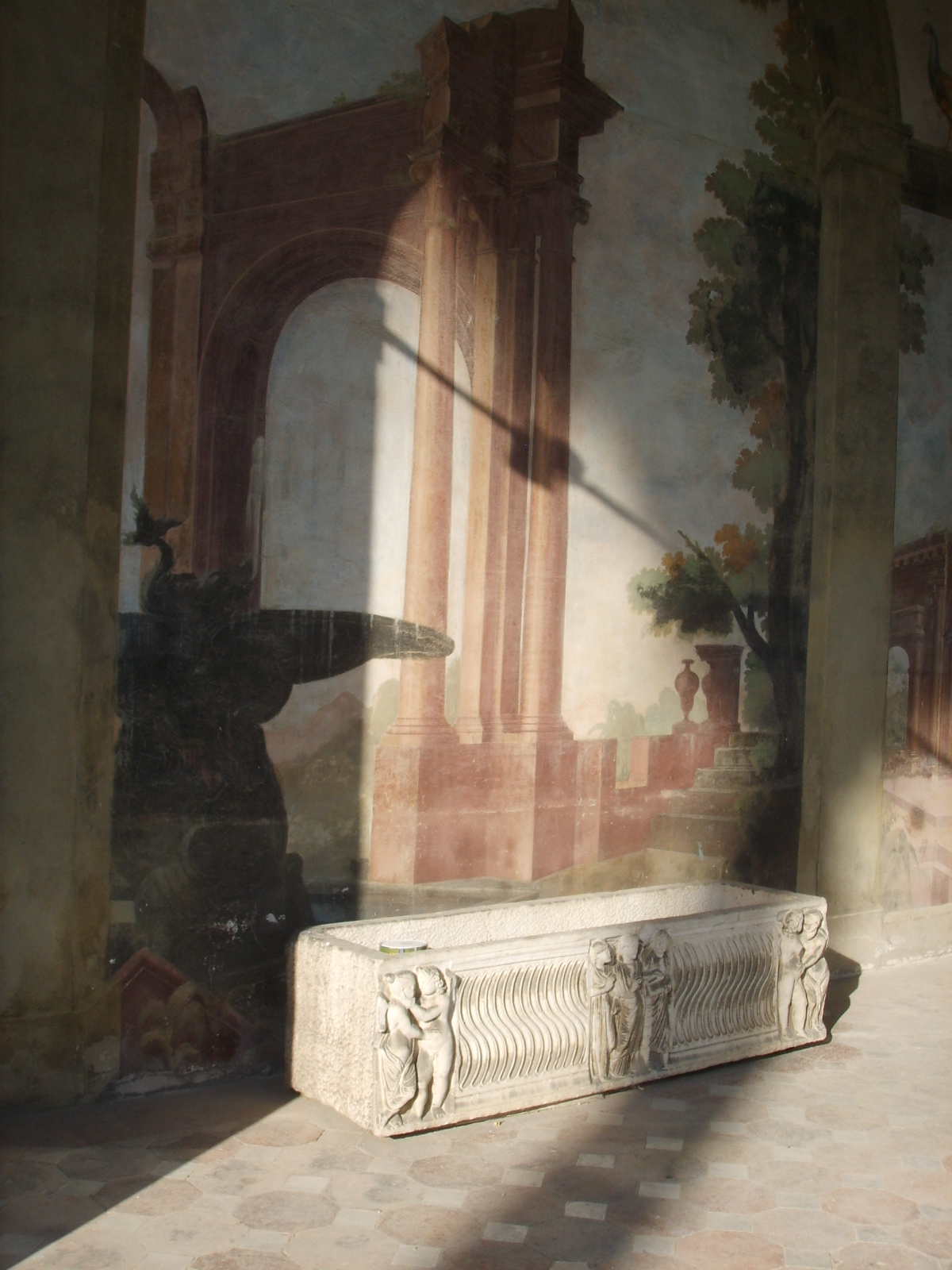
Detalhe do afresco na gruta fingida
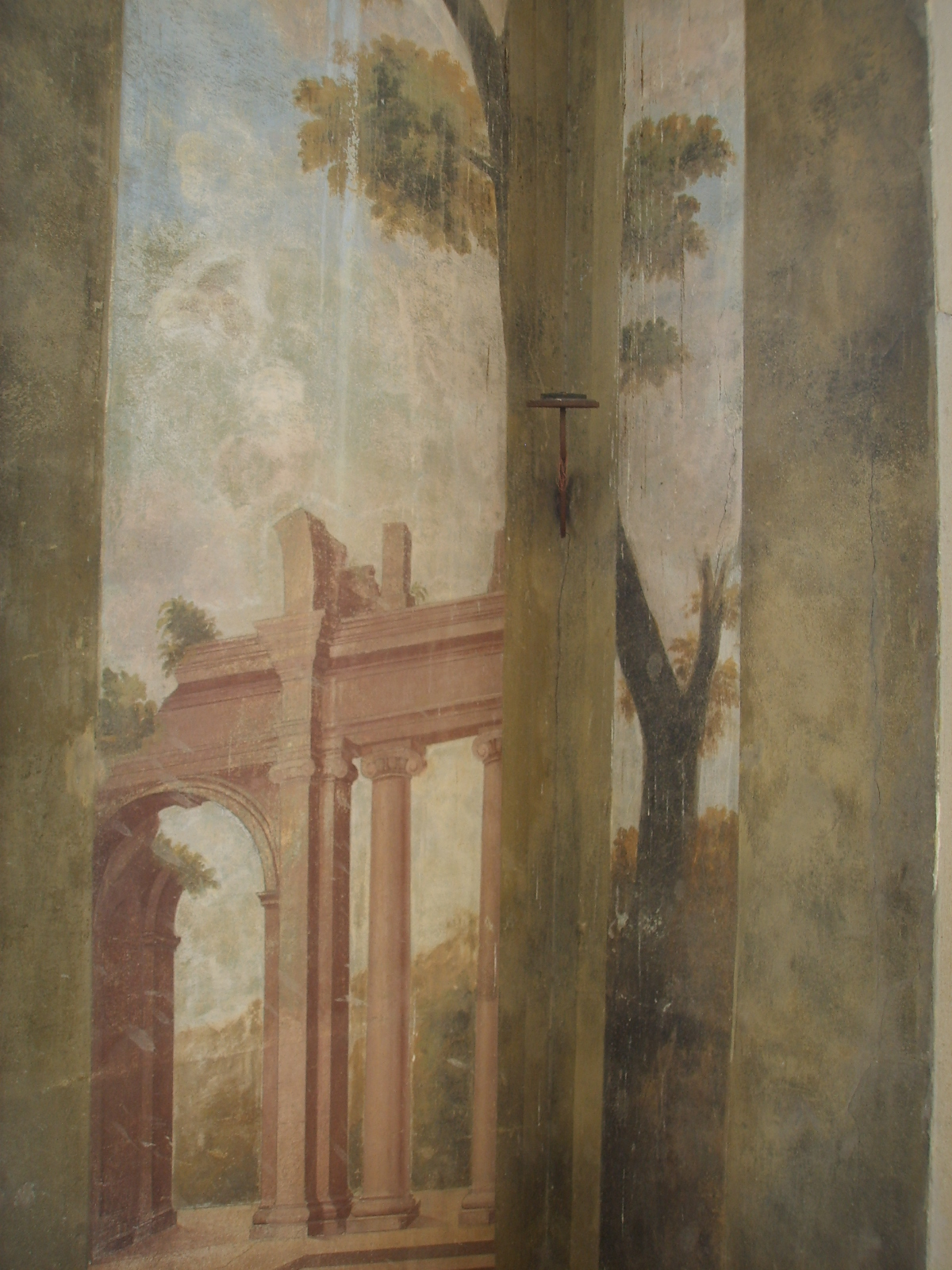
Detalhe do afresco na gruta fingida
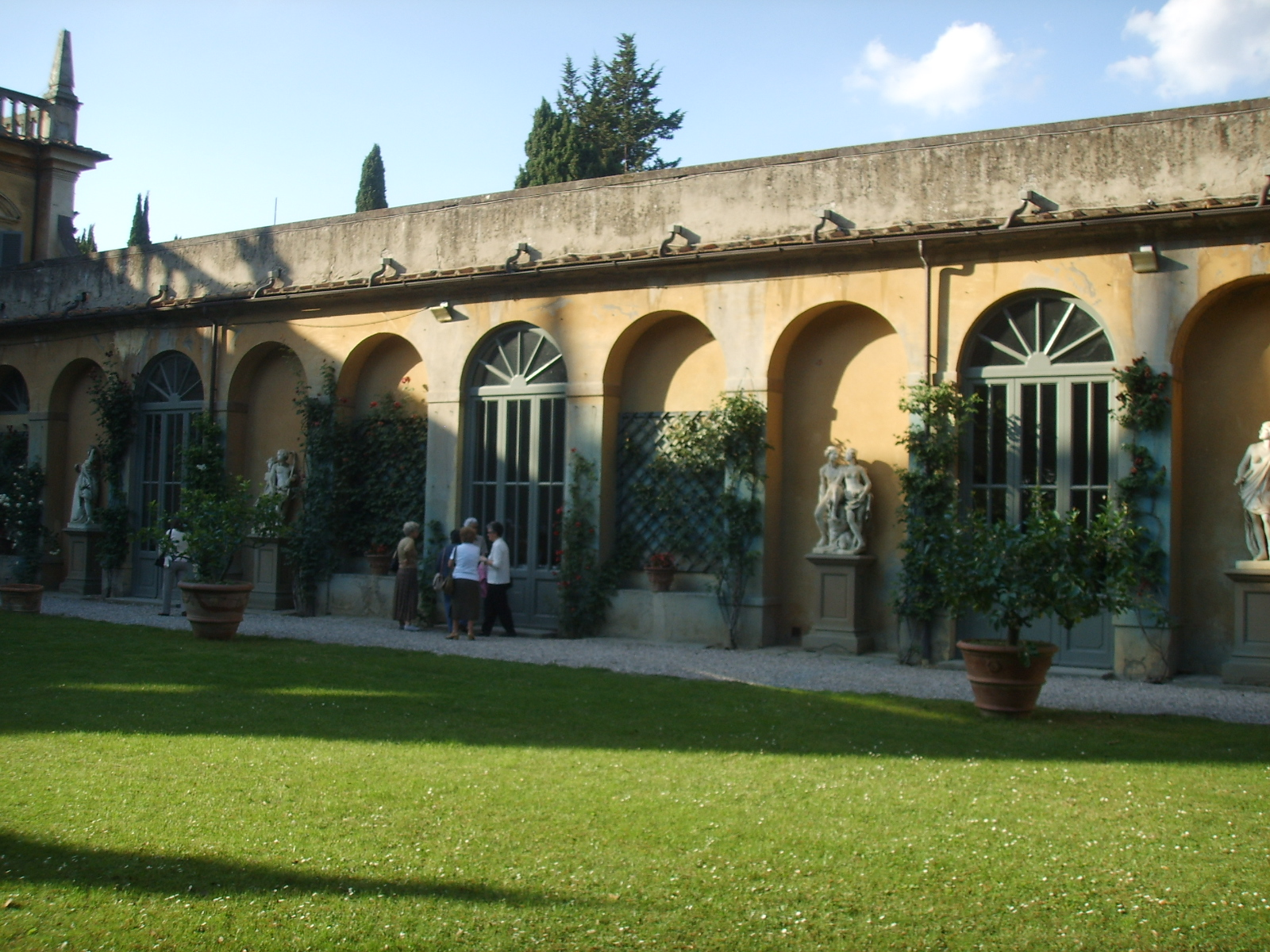
Exterior da limonaia
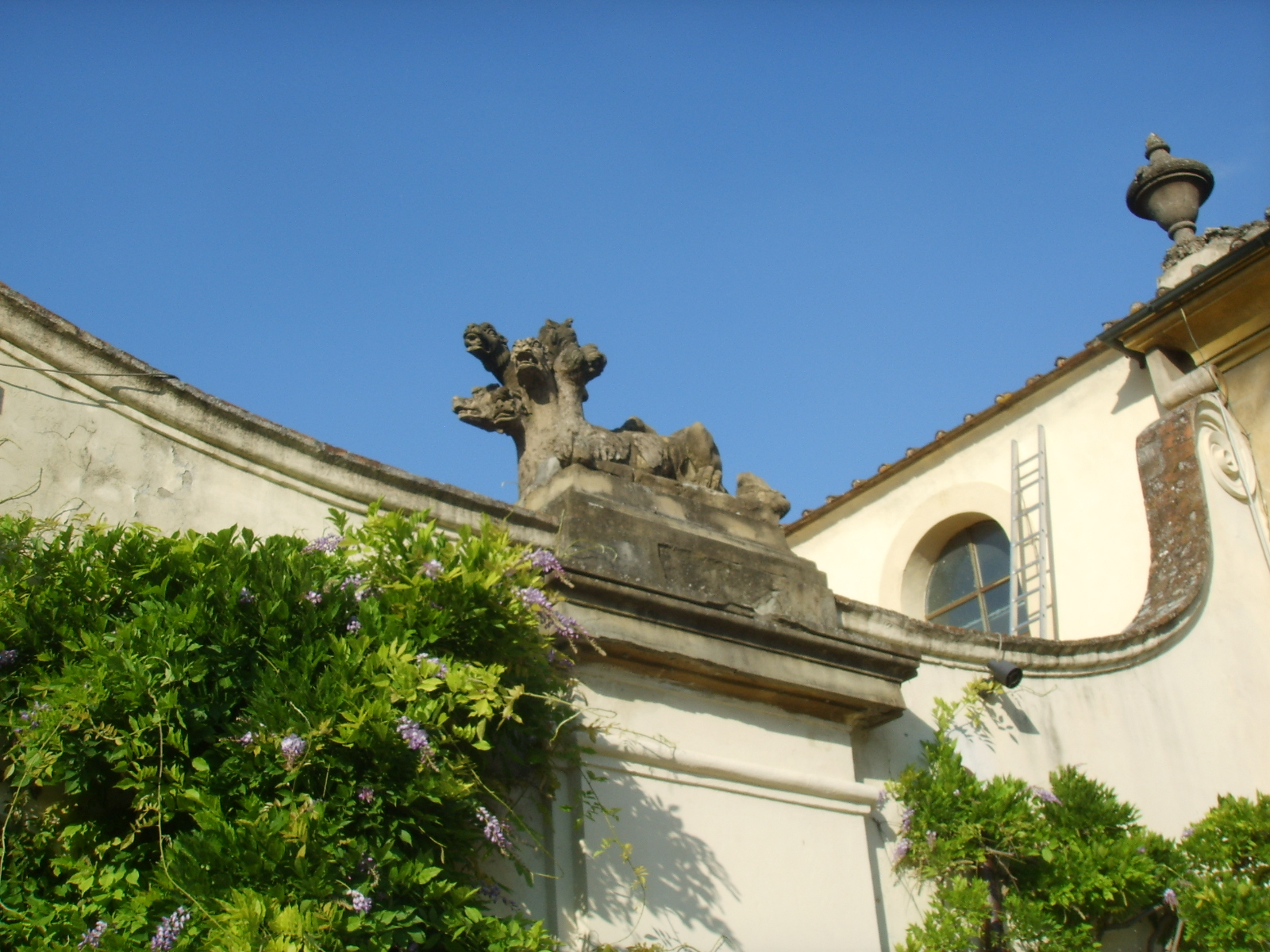
Detalhe: estátua de Cerbero
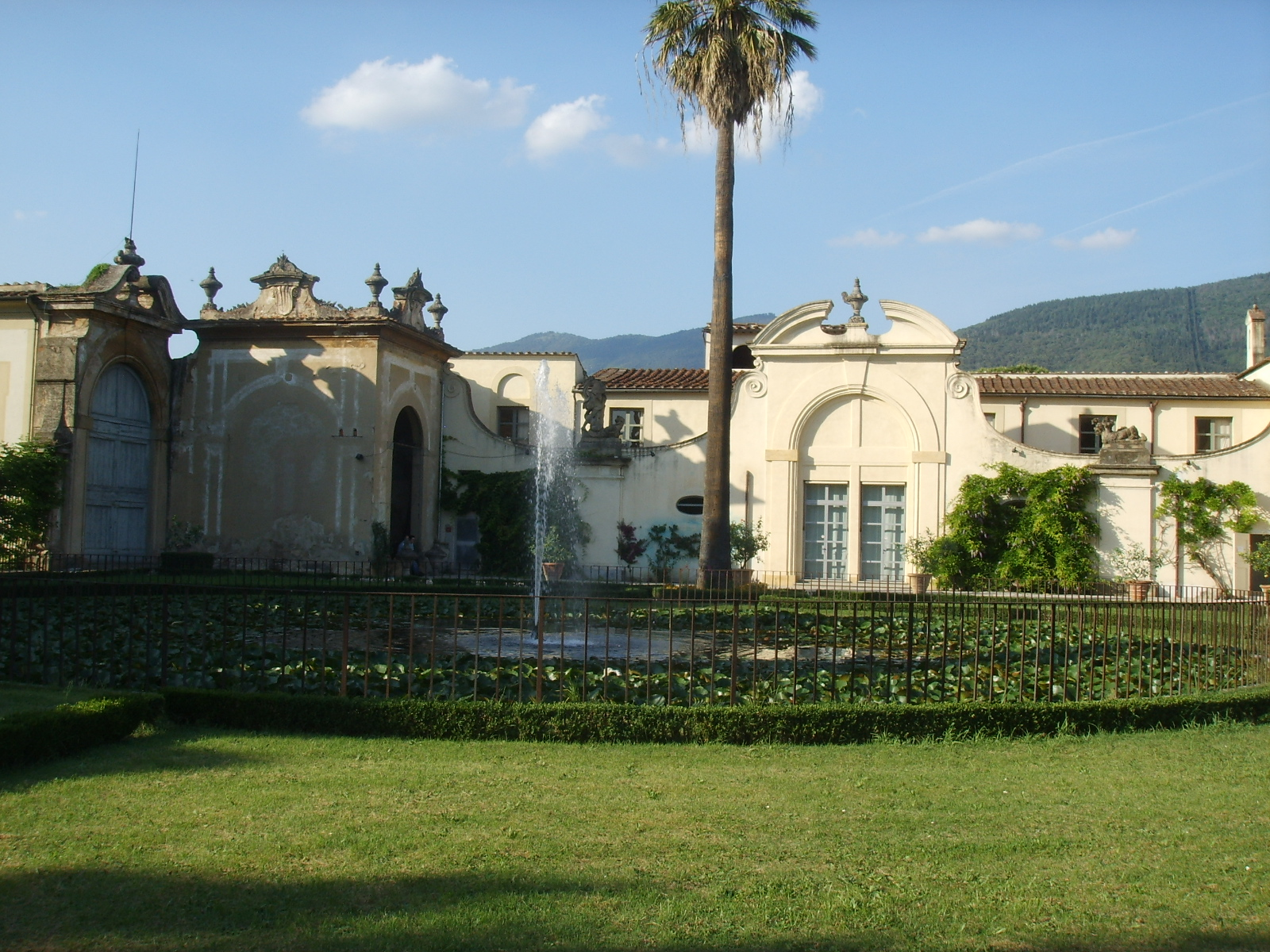
Tanque circular